# Ziegfeld Follies (película)
Ziegfeld Follies es una película musical estadounidense de 1945 producida por Metro-Goldwyn-Mayer y dirigida por Lemuel Ayers, Roy Del Ruth, Robert Lewis, Vincente Minnelli, Merrill Pye, George Sidney y Charles Walters. Fue protagonizada por muchas de las estrellas de MGM como Fred Astaire, Lucille Ball, Lucille Bremer, Fanny Brice (la única integrante del reparto que ya había sido una estrella en las Follies originales), Judy Garland, Kathryn Grayson, Lena Horne, Gene Kelly, James Melton, Victor Moore, William Powell, Red Skelton y Esther Williams.
El productor Arthur Freed quería crear una película parecida a las Ziegfeld Follies de Broadway, y esa es la razón por la que la película se compone de actuaciones musicales entre las que hay intercalados números cómicos.

## Canciones y bailes
El director de danza fue Robert Alton, el segundo colaborador coreográfico más frecuente de Astaire después de Hermes Pan. Todos los números de Astaire fueron dirigidos por Vincente Minnelli. La apertura de la película contó con William Powell como Ziegfeld, quien hace el prólogo.
- Here's To The Girls/Bring On The Wonderful Men: de Roger Edens y Arthur Freed. Cantada por Astaire con un breve baile en solitario de Cyd Charisse, seguido de Lucille Ball rompiendo un látigo sobre ocho panteras de coros, y finalmente Virginia O'Brien parodia la escena anterior cantando "Bring on those Wonderful Men"
- This Heart of Mine: Clásico de Harry Warren y Arthur Freed y escrito especialmente para Astaire, quien se lo canta a Lucille Bremer y luego la conduce en una danza extravagantemente romántica de seducción y juego de poder. La coreografía integra pisos giratorios, cintas de correr ocultas y motivos de baile en espiral.[3]
- Limehouse Blues: Concebido como una "pantomima dramática" con Astaire como un trabajador chino orgulloso pero afligido por la pobreza cuya obsesión por la inalcanzable Bremer acabará llevando a la tragedia. La historia sirve como sujetalibros para un ballet de ensueño inspirado en los motivos de la danza china en un vasto y extravagante escenario, mientras Astaire y Bremer actúan con la cara pintada de amarillo.
- The Great Lady Has An Interview: Escrito por Kay Thompson originalmente para Greer Garson (ella lo rechazó). Judy Garland se burla de una estrella de cine que solo puede ser elegida para dramas ganadores de  Oscar, pero quiere interpretar papeles "sexys" (a lo Greer Garson o Katharine Hepburn) dando una entrevista a reporteros bailando sobre "su próxima película": un largometraje biográfico de Madame Cremantante (la "inventora del imperdible"). Originalmente dirigido por el amigo de Garland Charles Walters, Vincente Minnelli terminó dirigiendo la secuencia (los dos estaban saliendo en ese momento), y Walters fue reasignado como coreógrafo.
- The Babbitt And The Bromide: Astaire y Kelly se unen en una canción de comedia y un desafío de baile en tres secciones, con música y letras de George e Ira Gershwin. Todas las coreografías fueron de Astaire (tercera sección) y Kelly (secciones uno y dos). Esta fue la única vez que Astaire y Kelly aparecieron juntos en la pantalla en su mejor momento. A pesar de los esfuerzos de Freed y Minnelli, no volverían a coincidir en una película hasta That's Entertainment, Part II en 1976.
- "Hay belleza en todas partes": originalmente filmado como un ballet final con tenor James Melton cantando y Fred Astaire, Cyd Charisse y Lucille Bremer bailando en una mezcla de pompas de jabón. Pero cuando la máquina de burbujas no funcionó correctamente (dejando solo un fragmento del número filmado) y la fórmula fluyó a los pasillos del escenario de sonido, el número tuvo que rehacerse y la parte de Astaire y Bremer de este número se cortó por completo. Kathryn Grayson reemplazó a Melton. Segmentos de la "danza de las burbujas" con Charisse permanecen en el metraje definitivo.

## Escena descartada que sobrevive
Una idea inicial fue que la película la introdujera una marioneta animada del León de la Metro. Aunque se cortó antes del lanzamiento, esta escena sobrevive hoy.

## Acogida de la crítica
The New York Times: «Los mejores números de la película son un par de parodias cómicas, especialmente una realizada por Red Skelton. Fanny Brice interpreta de manera bastante divertida a una ama de casa  del Bronx. Judy Garland también está divertida como una reina de cine que concede una entrevista. Ziegfeld Follies es entretenida, ¡como debe ser!» (Bosley Crowther).
Newsweek: «Al menos tres de los números destacarían en cualquier espectáculo en el escenario y la pantalla. En Una gran dama tiene una entrevista, Judy Garland, con seis galanes, muestra un talento inesperado para la sátira de su profesión. Con Números por favor Keenan Wynn demuestra, una vez más, que es uno de los comediantes más importantes de Hollywood. Pero el número de baile que quedará para el recuerdo es El fulano y el bromuro, en el que Fred Astaire y Gene Kelly intercambian zapateos y bromas hasta el final».

## Recaudación
Según los datos de MGM, la película recaudó $3,569,000 dólares en Estados Unidos y Canadá, y $1,775,000 en el resto del mundo, pero su enorme presupuesto hizo que el estudio perdiera $269,000 dólares.

## Premios y distinciones
En el Festival Internacional de Cine de Cannes de 1947 recibió el Premio al Mejor musical
El filme es reconocida por el American Film Institute en esta lista:
- 2006: AFI's 100 años de musicales - Nominada[8]